# Poço multilateral
Poço multilateral é um único poço, com um ou mais ramos radiais em varias direções, a partir do poço principal. Este poço pode ser de exploração, de desenvolvimento ou reentrada em um poço existente. Ele pode ser tão simples quanto um poço vertical com uma perna lateral ou tão complexo quanto um poço horizontal, de alcance prolongado, com múltiplos laterais e ramos sublaterais, (Bosworth et al, 1998).
O primeiro poço multilateral foi construído por um engenheiro de perfuração e de petróleo soviético, Alexander Mikhailovich Grigoryan. Nascido em 1914 em Baku capital da atual republica do Azerbaijão, após se graduar ele foi trabalhar como assistente de perfuração de poços de petróleo, (Bosworth et al. 1998).